# کارستن روتنباخ
کارستن روتنباخ (انگلیسی: Carsten Rothenbach؛ زادهٔ ۳ سپتامبر ۱۹۸۰) بازیکن فوتبال اهل آلمان است.
از باشگاه‌هایی که در آن بازی کرده‌است می‌توان به باشگاه فوتبال کارلسروهه، باشگاه فوتبال سن پائولی، و باشگاه فوتبال بوخوم اشاره کرد.